# Tetjana Ščypakina
Tetjana Ščypakina (in ucraino Тетяна Щипакіна?; Kiev, 17 novembre 1985) è un'ex cestista ucraina.

## Carriera
Con l'Ucraina ha disputato i Campionati europei del 2009.